# شهرستان هنکاک (میسیسیپی)
شهرستان هنکاک، میسیسیپی (به انگلیسی: Hancock County, Mississippi) یک شهرستان در ایالات متحده آمریکا است که در ایالت میسیسیپی واقع شده‌است.